# Asier Villalibre
Asier Villalibre Molina (Guernica, 30 de setembro de 1997) é um futebolista profissional espanhol que atua como atacante. Atualmente joga no Racing Santander, emprestado pelo Alavés.

## Carreira
Asier Villalibre começou a carreira no Athletic Bilbao.

## Títulos

#### Athletic Bilbao
- Supercopa da Espanha: 2020-21
- Copa do Rei: 2023–24